# Wilfred Feinberg
Wilfred Feinberg (Nova Iorque, 22 de junho de 1920 – Nova Iorque, 31 de julho de 2014) foi um juiz federal dos Estados Unidos, que serviu como juiz do  Segundo Circuito de Cortes de Apelação dos Estados Unidos.

## Educação e início da carreira
Nascido em Nova Iorque York, Feinberg recebeu um Bachelor of Arts na Universidade de Columbia 1940 e serviu no exército dos Estados Unidos durante a Segunda Guerra Mundial, de 1942 to 1945. Ele recebeu um LL.B. da Escola jurídica de Columbia, onde ele foi editor chefe do Columbia Law Review, em 1946. Após a graduação, Feinberg serviu como aprendiz do juiz  as law clerk to Judge James P. McGranery da Corte Distrital do Distrito Oriental da Pensilvânia de 1947 to 1949. Ele foi praticante de direito particular em Nova Iorque York de 1949 a 1961, exceto pelo serviço de Superintendente adjunto no Departamento de Bancos de Nova Iorque em 1958.

## Serviço judicial federal
Em 5 de outubro de 1961, Feinberg recebeu um recess appointment do presidente John F. Kennedy para um novo assento no United States District Court for the Southern District of New York. Formalmente indicado em 15 de janeiro de 1962, Feinberg foi confirmado pelo senado dos Estados Unidos em 16 de março de 1962, sendo empossado no dia seguinte. Em janeiro de 1966 o presidente Lyndon B. Johnson indicou Feinberg para um assento no Segundo Circuito de Cortes de Apelação dos Estados Unidos vago devido a nomeação de Thurgood Marshall para advogado-geral dos Estados Unidos. Feinberg foi confirmado pelo senado em 4 de março de 1966, sendo empossado em 7 de março de 1966. Ele foi juiz chefe do circuito de 1980 a 1988, assumindo estado de aposentadoria em 31 de janeiro de 1991, e se aposentando completamente do circuito em 2011. Ele serviu na Conferência Judicial de 1980 a 1988, pertencendo ao comitê executivo de 1987 a 1988, e também servindo como membro do   Long Range Planning Committee de 1991 to 1996. Feinberg trabalhou em muitos casos Estados Unidos v. Miller, que confirmou a constitucionalidade de uma lei federal que proíbe a queima de projetos de cartões e o caso NLRB v. J. P. Stevens & Co, o caso da associação de trabalhadores que inspirou o filme, Norma Rae, e Kelly v. Wyman.
Em 2004, Feinberg recebeu o prêmio anual Serviço para a Justiça sem Distinção Edward J. Devitt, que homenageia um juiz que exemplarmente respeitou o artigo III, medido pelas contribuições significativas para a administração da justiça, o avanço do Estado de direito, bem como a melhoria da sociedade como um todo. Ele também foi premiado com a Medalha de Learned Hand de Excelência em Jurisprudência Federal e o Prêmio Edward Weinfeld. Nas páginas da Columbia Law Review, o Professor Maurice Rosenberg resumiu carreira de Feinberg, escrevendo que "Wilfred Feinberg é o tipo de jurista que os Pais Fundadores devem ter tido em mente quando concederam vitaliciedade aos juízes federais. Seus primeiros vinte e cinco anos na bancada revelaram qualidades da mente e consciência que são as mais procuradas, o juiz Feinberg respeita o escritório judicial como uma forma de servir a justiça, e não como uma oportunidade de exercer o poder e ele presta seu serviço soberbamente, com inteligência, compreensão e bondade. Ele é animado por uma compaixão disciplinada que flui de uma mente humana comprometida com a lei ". Ele faleceu em 31 de julho de 2014, aos 94 anos.